# Дантянь

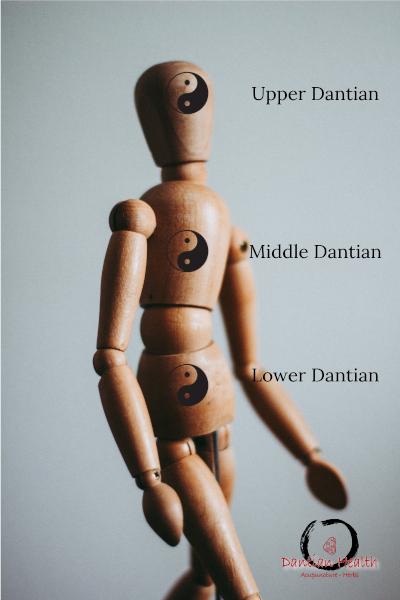
Расположение даньтяней

Дантянь, или даньтянь (丹田, пиньинь dāntián) — сложное слово; первый иероглиф имеет буквальные значения «пилюля/эликсир», а также «киноварь» и «красный», а второй — «поле», а также «возделывать поле» и «взращивать». Это важные для медитативных и физических техник, таких как цигун, и боевых искусств, таких как тайцзицюань, а также в традиционной китайской медицине, координационные центры ци в нижней части живота, районе сердца и голове.

## Классификация
В цигун обычно выделяют три дантяня:
- Шанг дантянь: верхний дантянь находится внутри черепа, за «третьим глазом», в области между бровями.
- Чжун даньтянь: средний дантянь находится за грудиной в середине груди.
- Ся дантянь: нижний дантянь расположен в середине нижней части живота, чуть ниже пупка.
  - Ху дантянь: задний дантянь иногда упоминается дополнительно. Однако прежде всего это понятие означает доступ к нижнему даньтяню из нижней части спины.

В разных школах цигун используются разные локализации и термины. Разница заключается в направленности упражнений, цели в эффекте или специальных акцентах. Например, есть школы, в которых средний даньтянь располагается за солнечным сплетением, а верхний — в груди.

## Важность нижнего даньтяня
Термин «даньтянь» в контексте китайских и других боевых искусств, включая цигун, обычно относится к нижнему даньтяню, который считается основой укорененного стояния, заземления, дыхания и осознания тела. Нижний даньтянь был метафорически описан как «корень древа жизни».
Разговор о нижнем из трех энергетических центров часто приводит к взаимозаменяемому использованию термина «даньтянь» с японским словом «хара» (腹; китайский: fù), что просто означает «живот». В китайских, корейских и японских традициях даньтянь считается физическим центром тяжести человеческого тела и местом внутренней энергии (ци). В японской традиции мастер, владеющий японской акупунктурой, каллиграфией, фехтованием, чайной церемонией и боевыми искусствами, считается обладающим «актерским мастерством хара».
В рамках китайской медицинской теории нижний даньтянь соотносится с основным инстинктом или самосохранением, так как связан с изначальной сущностью и семейным наследием Цзин. Эта область также ассоциируется с тантрической чакрой свадхистхана. В философии йоги считается, что данное место является центром праны, которая излучается наружу на все тело.